# OMG (piosenka NewJeans)
OMG – piosenka południowokoreańskiej grupy NewJeans, wydana 2 stycznia 2023 roku przez wytwórnię ADOR. Promowała single album OMG.

## Historia wydania
„OMG” zostało wydane pięć miesięcy po sukcesie komercyjnym pierwszego minialbumu, New Jeans, z trzema głównymi singlami, „Cookie”, „Attention” i „Hype Boy”. W dniu 10 listopada 2022 roku podczas corocznej konferencji prasowej społeczności Hybe Corporation na YouTube, dyrektor generalny Jiwon Park ogłosił, że NewJeans powrócą 2 stycznia 2023 roku z pierwszym single albumem, OMG.
Po ogłoszeniu daty wydania 10 listopada 2022 roku ujawniono, że album będzie zawierał tytułowy utwór, a także wcześniej wydany singiel, który miał być wydany 19 grudnia 2022 roku. Pierwsze zapowiedzi albumu zostały wydane 12 grudnia. Zgodnie z planem, NewJeans wydali teledysk do „OMG”, który został wyreżyserowany przez Shin Woo-seoka.

## Lista utworów
| OMG | OMG          | OMG                       | OMG                                     | OMG         | OMG     |
| Nr  | Tytuł utworu | Tekst                     | Kompozycja                              | Aranżacja   | Długość |
| --- | ------------ | ------------------------- | --------------------------------------- | ----------- | ------- |
| 1.  | „OMG”        | Gigi, Ylva Dimberg, Hanni | Park Jin-su, Ylva Dimberg, David Dawood | Park Jin-su | 3:32    |

## Notowania
| Lista                                   | Najwyższa pozycja |
| --------------------------------------- | ----------------- |
| South Korea (Circle)                    | 2                 |
| South Korea (Billboard)                 | 1                 |
| Argentina (Argentina Hot 100)           | 76                |
| Australia (ARIA)                        | 43                |
| Canada (Canadian Hot 100)               | 35                |
| Global 200 (Billboard)                  | 10                |
| Hong Kong (Billboard)                   | 6                 |
| Indonesia (Billboard)                   | 3                 |
| Japan (Japan Hot 100)                   | 7                 |
| Japan Digital Singles (Oricon)          | 37                |
| Japan Streaming (Oricon)                | 8                 |
| Malaysia (Billboard)                    | 4                 |
| New Zealand (Recorded Music NZ)         | 31                |
| Philippines (Billboard)                 | 3                 |
| Portugal (AFP)                          | 195               |
| Singapore (RIAS)                        | 1                 |
| Taiwan (Billboard)                      | 1                 |
| UK Indie (OCC)                          | 39                |
| US Billboard Hot 100                    | 74                |
| US World Digital Song Sales (Billboard) | 3                 |
| Vietnam (Vietnam Hot 100)               | 1                 |

## Nagrody w programach muzycznych
| Program            | Data             | Źródło |
| ------------------ | ---------------- | ------ |
| M Countdown (Mnet) | 8 stycznia 2023  | [ 26 ] |
| M Countdown (Mnet) | 26 stycznia 2023 | [ 27 ] |
| Inkigayo (SBS)     | 29 stycznia 2023 | [ 28 ] |
| Inkigayo (SBS)     | 19 marca 2023    | [ 29 ] |
| Inkigayo (SBS)     | 26 marca 2023    | [ 30 ] |
| Music Bank (KBS2)  | 27 stycznia 2023 | [ 31 ] |